# Utrillas
Utrillas ist eine spanische Gemeinde in der Provinz Teruel, die zur Autonomen Region Aragonien gehört. Sie ist Hauptort der Comarca (Kreis) Cuencas Mineras. Utrillas hatte 2024 3.102 Einwohner. Neben dem Ortszentrum Utrillas gehören die Ortschaften Barriada Obrera del Sur und Las Parras de Martín zur Gemeinde. 

## Lage
Utrillas liegt circa 50 Kilometer nordöstlich der Provinzhauptstadt Teruel in einer Höhe von ca. 970 m. 

## Geschichte
Die Ursprünge der Ortschaft reicht in die iberische und römische Epoche zurück. Ihre Bedeutung entfaltete sich allerdings mit dem Beginn des Abbaus der Bodenschätze ab dem 11. Jahrhundert. Der Abbau von Kohle führte zu Reichtum. Um 1798 entstanden Glasschmelzen und Eisenhütten. Mit dem Niedergang des Bergbaus sank auch die Bedeutung der Gemeinde. 1991 wurde das letzte Bergwerk geschlossen.
Barriada Obrera del Sur und Las Parras de Martín wurden 1968 eingemeindet.

## Bevölkerungsentwicklung
| Jahr      | 1970 | 1981 | 1991 | 2001 | 2011 | 2021 |
| Einwohner | 4001 | 4573 | 3743 | 3275 | 3270 | 3003 |

## Gemeindepartnerschaft
Mit der französischen Gemeinde Decazeville im Département Aveyron (Okzitanien) besteht eine Partnerschaft. 

## Sehenswürdigkeiten
- Kirche Mariä Geburt (Iglesia de la Natividad de Nuestra Señora) aus dem 17. Jahrhundert
- Rathaus
- Montanarchäologisches Museum
- Museumseisenbahn

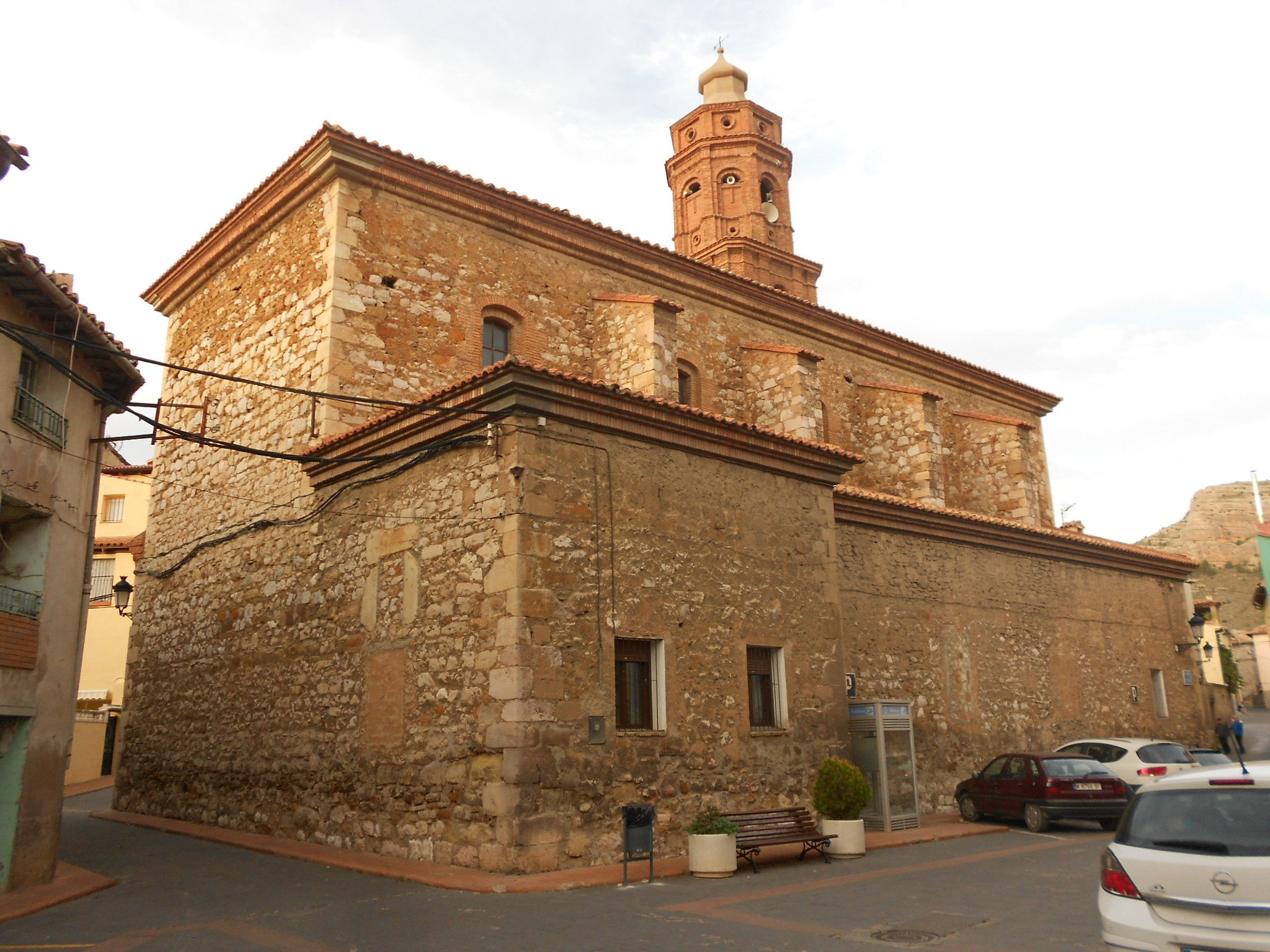
Kirche Mariä Geburt
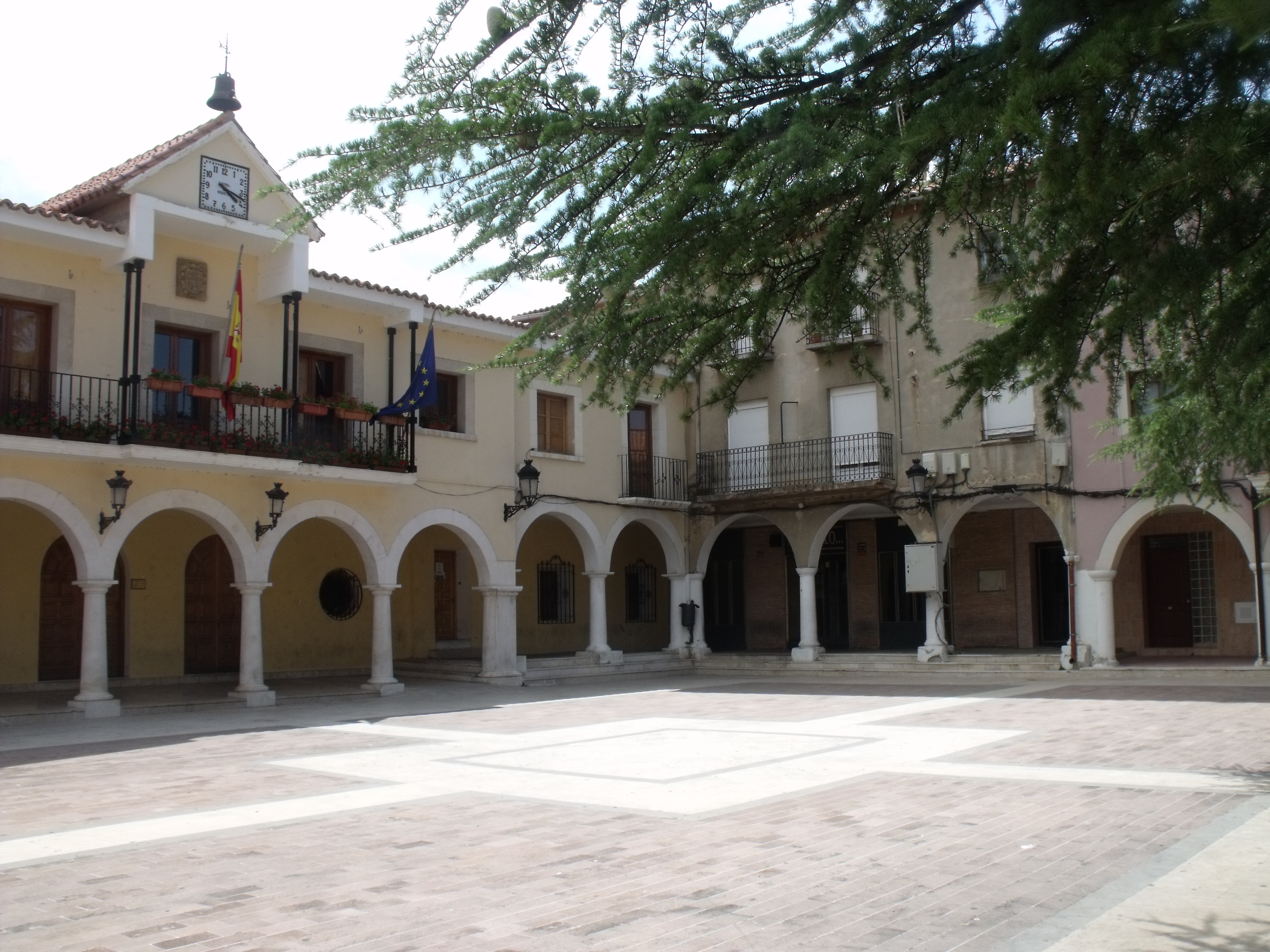
Rathaus
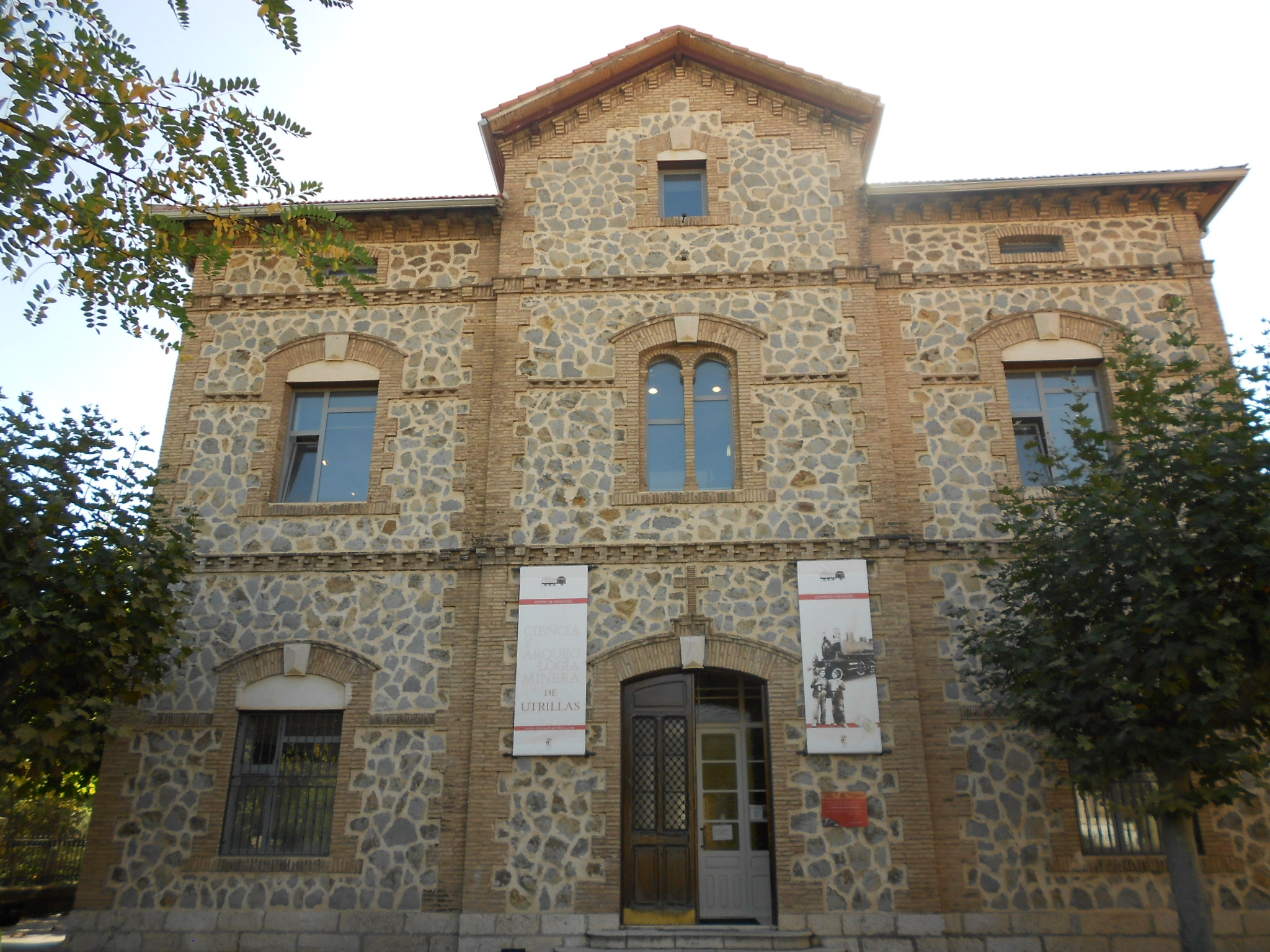
Museum
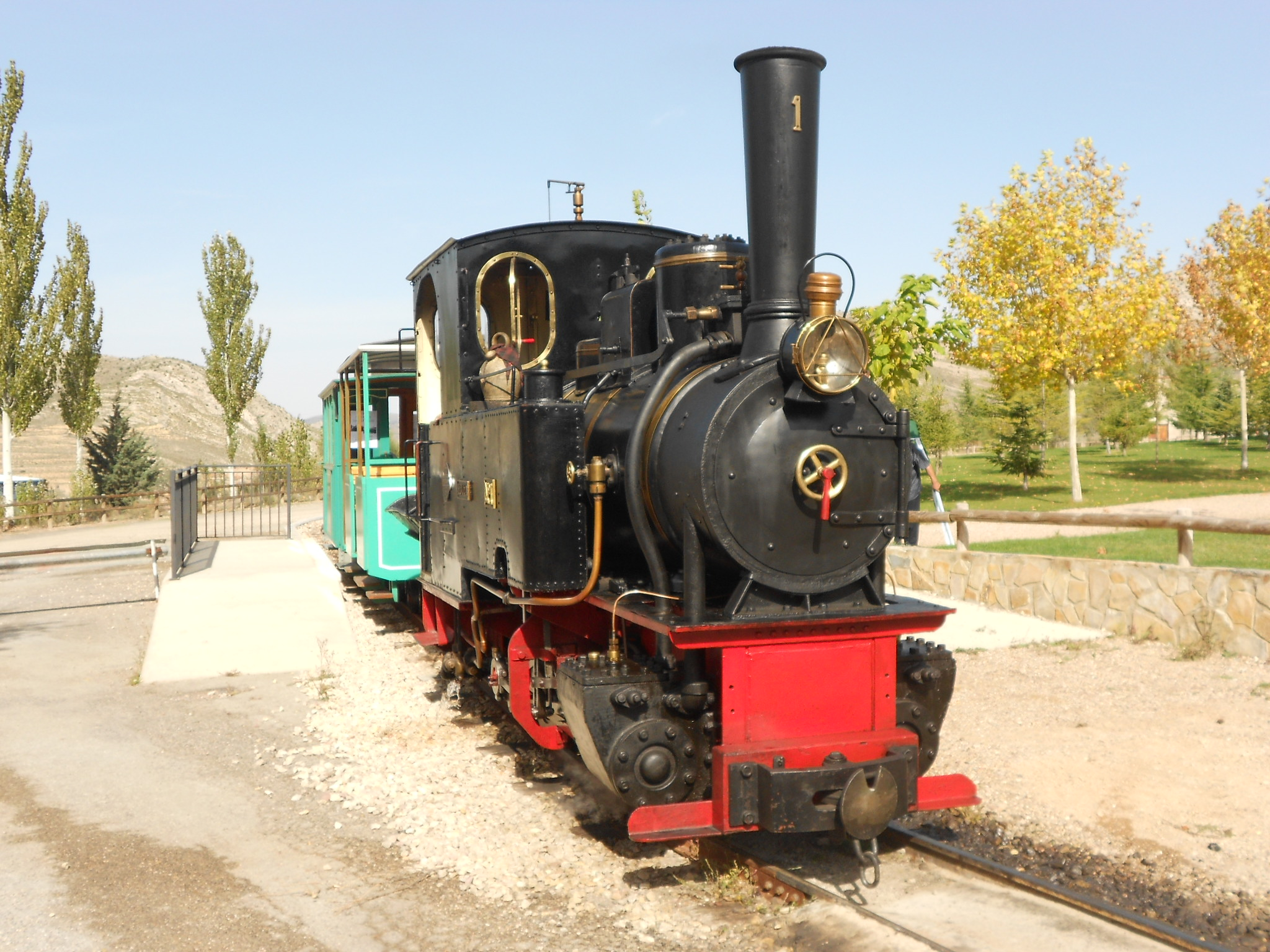
Museumseisenbahn Hulla

## Persönlichkeiten
- Antonio Sola (* 2001), Fußballspieler